# Адамово (Маковський повіт)
Адамово (пол. Adamowo) — село в Польщі, у гміні Червонка Маковського повіту Мазовецького воєводства.
Населення — 20 осіб (2011).
У 1975-1998 роках село належало до Остроленцького воєводства.

## Демографія
Демографічна структура станом на 31 березня 2011 року:
|          | Загалом | Допрацездатний вік | Працездатний вік | Постпрацездатний вік |
| -------- | ------- | ------------------ | ---------------- | -------------------- |
| Чоловіки | 11      | 3                  | 7                | 1                    |
| Жінки    | 9       | 1                  | 4                | 4                    |
| Разом    | 20      | 4                  | 11               | 5                    |